# Trangravsvej
Trangravsvej er en vej på Arsenaløen i København, langs Trangraven. Vejen går mellem Danneskiold-Samsøes Allé og Papirøen.

## Historie
Trangraven fik sit navn fra et trankogeri, hvor Den Kongelige Grønlandske Handel forarbejdede hvalfedt til tran. Vejen fungerer som adgangsvej til Christiansholm, en af de kunstige øer, der tidligere var en del af Flådens værftsområde.

## Nyt byggeri og vejnavneskift
I dag er øen er ved at blive omdannet til et nyt bolig- og erhvervsområde tegnet af arkitektfirmaet COBE. Projektet omfatter boliger, et hotel og et vandkulturhus. Som en del af denne udvikling erstattes vejnavnet Trangravsvej med Papirøen.